# Dicranomyia (Dicranomyia) stigmata
Dicranomyia (Dicranomyia) stigmata is een tweevleugelige uit de familie steltmuggen (Limoniidae). De soort komt voor in het Nearctisch gebied.